# Puccinia pedatissima
Puccinia pedatissima är en svampart som beskrevs av G. Cunn. 1923. Puccinia pedatissima ingår i släktet Puccinia och familjen Pucciniaceae.   Inga underarter finns listade i Catalogue of Life.